# Tofino
Tofino és un districte amb aproximadament 1.876 residents de la costa oest de Vancouver Island a British Columbia. És una destinació turística popular pels surfistes i els amants de la natura.
Aquest assentament va ser batejat el 1909 pel proper Tofino Inlet. Aquest segon rep el nom dels exploradors espanyols Galiano i Valdés, en honor de l'almirall Vicente Tofiño de San Miguel y Wanderiales (o Vanderiales), sota el qual Galiano havia aprés cartografia.